# Decimaal
Het woord decimaal is afkomstig van het Latijnse decima, tiendelig, afgeleid van decem, tien. 
Als bijvoeglijk naamwoord betekent het tiendelig. Het meest bekend is het woord als bijvoeglijk naamwoord bij het zelfstandig naamwoord talstelsel, waardoor het decimaal talstelsel van andere talstelsels wordt onderscheiden. 
Als zelfstandig naamwoord staat het voor delen van eenheid, uitgedrukt in het tientallige talstelsel. 

## Voorbeelden
- Het getal 197,25 heeft twee decimalen, namelijk de cijfers 2 en 5 achter de komma.
- Van het getal π = 3,141 592 ..., waarvan hier zes decimalen staan, zijn inmiddels meer dan 31,4 biljoen decimalen bekend.[1]

| Notatie                 | getal      | Aantal decimalen nauwkeurig |
| ----------------------- | ---------- | --------------------------- |
| China, India, VS, Japan | 475.93     | 2                           |
| Vasteland van Europa    | 475,93     | 2                           |
| Wetenschappelijk        | 4,7593×10² | 4                           |

Uitsluitend in het tientallige stelsel wordt een komma als scheidingsteken gebruikt. Een getal met twee decimalen is ieder willekeurig getal waarbij twee cijfers achter de komma staan. Eventuele volgende nullen veranderen de waarde van het getal niet (2,50 is evenveel als 2,5), maar het aantal decimalen is vaak wel een indicatie van de nauwkeurigheid van het getal, ofwel de mate van afronding.
Bij het uitwerken van natuurkundige formules wordt de uitkomst van een vermenigvuldiging of deling meestal afgerond op evenveel significante cijfers als het minst nauwkeurige getal dat gebruikt is. Als een lichaam vanuit rust gedurende 3,75 seconden eenparig versneld wordt met 9,8 m/s² dan is de snelheid van dat lichaam 37 m/s. Zuiver rekenkundig gezien is 3,75 × 9,8 = 36,75. Als de versnelling, net als de tijdsduur, met drie significante cijfers gegeven is (bijvoorbeeld 9,81 m/s²), dan wordt ook de uitkomst in drie significante cijfers gegeven (36,8). Bij optellingen en aftrekkingen kijkt men naar het aantal decimalen. De som krijgt even veel decimalen als de term met de minste decimalen. In tegenstelling tot in de rekenkunde maakt een nul als laatste decimaal in de natuurkunde verschil. Bijvoorbeeld: een lichaam met een massa van 1,2 kg en een lichaam van 3,46 kg hebben een gezamenlijke massa van 4,7 kg, terwijl een lichaam van 1,20 kg en een lichaam van 3,46 kg samen 4,66 kg zijn.